# Kate Korus
Kate Korus née Kate Korris est une guitariste anglaise, ex membre des The Slits ("Les Fentes"), un des premiers groupes de punk rock féminin, formé en 1976.

## Biographie
C'est Kate Korus qui a imaginé le nom du groupe The Slits. Le 3 novembre 1977, elle était à la guitare avec sa formation, pour le premier concert au Coliseum Harlesden, en première partie de The Clash, et au Roxy Club. Elle est remplacée aussitôt après par la guitariste, Viv Albertine.
Kate a commencé à jouer avec The Slits, en 1976, avec Palmolive, Suzi Gutsy et Ariana Foster. Après avoir quitté le groupe en 1977, elle forme en 1979, les Mo-dettes, avec Jane Crockford (guitare basse), Ramona Carlier (chant), June Miles-Kingstone (batterie), et Melissa Ritter (guitare). Elles se séparent en 1982.
Kate est apparue sur le plateau Rock'n'Roll en 1979 de Jane Crockford, habillée en top modèle.

## Discographie
- The Slits – Cut (1979, Island)
- V/A – We Do 'Em Our Way (1980, MFP)
- The Slits – Return of the Giant Slits (1981, CBS)
- New Age Steppers – The New Age Steppers (1981, On-U Sound)
- The Slits – The Peel Sessions (1987, Strange Fruit)